# Мелілья (аеропорт)
Аеропорт Мелілья (IATA: MLN, ICAO: GEML) — аеропорт, розташований у Мелільї, ексклаві Іспанії в Африці. Аеропорт розташований приблизно за 4 кмна південний захід від міста, поблизу кордону з Марокко. Між 1931 і 1967 роками Мелілья обслуговувався аеродромом Тауїма (нині міжнародний аеропорт Надор), навіть коли Марокко здобуло незалежність у 1956 році.

## Історія
В 1920-х роках тут було побудовано кілька військових аеродромів для авіації іспанської армії:
- Рамель — зараз в Марокко
- Асіла — зараз в Марокко
- Селуан — зараз в Марокко

Після конфлікту між Іспанією та Марокко біля Кабрерізас-Альтас був побудований новий військовий аеродром. 
Цей аеропорт мав просту посадкову зону 300 м. 
Коли напруженість усунулась і Іспанія змогла відновити землю навколо Мелільї, цей аеропорт знову перенесли на південь від міста. 

Новий аеропорт, аеродром Тауїма, був відкритий для цивільних рейсів у 1931 році та використовувався також військовими. 
 
Гідролетовище Ель-Аталайон (зараз місце розташування устричної ферми) у Мар-Чиці працювала в 1930-х роках, щоб забезпечити додаткові варіанти авіаперельотів за допомогою гідролітаків Dornier Do J. 
У 1956 році після закінчення іспанського протекторату над північним Марокко аеропорт став поза контролем з боку Іспанії, хоча деякі інвестиції з боку Іспанії були зроблені в аеродром до 1958 року. О
бмежений доступ до аеропорту був наданий Мелільї на безпечному автобусі до 1967 року. 
Тауїма аеродром пізніше став міжнародним аеропортом Надор.
У 1969 році нинішній аеропорт був відкритий у межах Мелільї і був суто цивільним об'єктом.
Авіакомпанії, що обслуговують аеропорт, є регіональними перевізниками, які здійснюють сполучення з Іспанією на півночі. 
 
Аеропорт також є аеродромом авіації загального призначення і обслуговує приватні малі літаки. 
Немає рейсів, спрямованих до аеропортів у Марокко. 
У минулому Мелілья також обслуговувалась Spantax з 1969 по 1981 рік, Aviaco з 1981 по 1992 рік і Binter Mediterraneo з 1992 по 2001 рік.

## Авіалінії та напрямки
| Авіакомпанія    | Пункт призначення                                     |
| --------------- | ----------------------------------------------------- |
| Iberia Regional | Альмерія, Барселона, Гранада, Мадрид, Малага, Севілья |

## Пасажирообіг
Див. джерело запитів Вікіданих та джерела.